# Tadeusz Jażdżewski
Tadeusz Jażdzewski (ur. 15 maja 1939 w Piotrkowie Trybunalskim, zm. 29 września 2009 w Kłodzku) – polski fotografik, związany z ziemią kłodzką, wieloletni pracownik Muzeum Ziemi Kłodzkiej, społecznik.

## Życiorys
Do siódmego roku życia – 1946 r. mieszkał w Piotrkowie Trybunalskim, kiedy to wraz z rodzicami przeniósł się do Kłodzka. Tu ukończył szkołę podstawową, a następnie szkołę zawodową, kształcąc się w zawodzie stolarza. Przez kolejne osiem lat pracował w kłodzkich warsztatach Spółdzielni Artystycznej "Ład", gdzie zainteresował się fotografią. Uczęszczał na kursy fotograficzne oraz zaczął pracę w tym zawodzie. Swoje umiejętności potwierdził zdając egzamin mistrzowski z fotografii. Od 1966 r. zaczął pracę w Muzeum Ziemi Kłodzkiej jako fotograf, renowator i montażysta wystaw. Ponadto w latach 1968-1974 pracował społecznie jako instruktor koła fotograficznego działającego przy Powiatowym Domu Kultury w Kłodzku. W latach 80. XX w. założył Kłodzki Klub Fotograficzny przy Kłodzkim Ośrodku Kultury.
Brał udział w przygotowaniu wielu wystawach w Muzeum Ziemi Kłodzkiej, sporządzając fotografię na których uwieczniał Kłodzko oraz zmiany w nim zachodzące na przestrzeni lat 60. i 80. XX w. W okresie przygotowań do wystawy Oblicze miasta otwartej w 1986 r. powstał cenny zbiór fotografii, który stał się później podstawą kartoteki negatywów do dziejów miasta i posłużył do zilustrowania wydanej przez Muzeum w 1998 r. monografii Kłodzka pod redakcją Ryszarda Gładkiewicza. Zajmował się także fotografią krajobrazową, często wyjeżdżając w góry. Pracował w kłodzkim muzeum do 1998 r., kiedy przeszedł na emeryturę. Działał w Komisji Opieki nad Zabytkami przy PTTK. Uprawiał turystykę kwalifikowaną, będąc organizatorem rajdów i spływów kajakowych.
Zmarł w Kłodzku w 2009 r. i został pochowany na Cmentarzu Komunalnym. Za swoją pracę i zasługi otrzymywał liczne dyplomy, nagrody, medale i odznaczenia. Otrzymał także tytuł Honorowego Obywatela Miasta Kłodzka.